# Catedral de Ginebra
La Catedral de Sant Pere de Ginebra és una catedral ubicada a Ginebra, Suïssa, pertanyent a l'Església Reformada Suïssa. Va ser començada al segle xii, i inclou una eclèctica barreja d'estils. És coneguda sobretot per ésser l'església mare adoptada per Jean Cauvin, un dels líders de la Reforma Protestant. A l'interior de l'església s'hi conserva una cadira de fusta usada per Cauvin.
La zona sota la catedral ha estat recentment excavada amb amplitud, i ha revelat la rica història del lloc, que data del temps dels romans. Des del segle viii al X, va ser una de les tres catedrals que van coexistir al lloc. L'edifici actual ha crescut des d'una catedral dedicada a l'ús eclesiàstic i un culte funerari cristià primerenc; les altres dues estructures, absorbides al segle xii pel creixement de l'edifici que queda, estaven aparentment dedicades a usos diferents, un per als sagraments públics i l'altra per als ensenyaments eclesiàstiques.
Va ser declarada l'any 2007 com a Patrimoni europeu.